# Dappach (Gemeinde Brunn an der Wild)
Dappach ist eine Ortschaft und eine Katastralgemeinde der Gemeinde Brunn an der Wild im Bezirk Horn in Niederösterreich.

## Geografie
Das Dorf südwestlich von Brunn befindet sich am Azelsdorfer Graben, der bei Wutzendorf in die Kleine Taffa mündet, und ist über die Gföhler Straße erreichbar.

## Siedlungsentwicklung
Zum Jahreswechsel 1979/1980 befanden sich in der Katastralgemeinde Dappach insgesamt 30 Bauflächen mit 19.368 m² und 44 Gärten auf 40.747 m², 1989/1990 gab es 31 Bauflächen. 1999/2000 war die Zahl der Bauflächen auf 97 angewachsen und 2009/2010 bestanden 46 Gebäude auf 116 Bauflächen.

## Geschichte
Der Ort war von 1319 bis 1499 in Besitz der Dachpecker oder Dappacher, die nach diesem Ort benannt worden sein könnten. Im Jahr 1822 wurde der Ort als Dorf mit 24 Häusern genannt, das nach St. Marein eingepfarrt war, wohin auch die Kinder eingeschult wurden. Die Herrschaft Stift Altenburg besaß die Ortsobrigkeit und besorgte die Konskription. Die Landgerichtsbarkeit wurde von der Herrschaft Wildberg ausgeübt. Die Untertanen und Grundholde des Ortes gehörten der Herrschaft Stift Altenburg.
Laut Adressbuch von Österreich waren im Jahr 1938 in der Ortsgemeinde Dappach ein Gastwirt, ein Gemischtwarenhändler und ein Schmied ansässig.

## Bodennutzung
Die Katastralgemeinde ist landwirtschaftlich geprägt. 182 Hektar wurden zum Jahreswechsel 1979/1980 landwirtschaftlich genutzt und 27 Hektar waren forstwirtschaftlich geführte Waldflächen. 1999/2000 wurde auf 174 Hektar Landwirtschaft betrieben und 32 Hektar waren als forstwirtschaftlich genutzte Flächen ausgewiesen. Ende 2018 waren 165 Hektar als landwirtschaftliche Flächen genutzt und Forstwirtschaft wurde auf 35 Hektar betrieben. Die durchschnittliche Bodenklimazahl von Dappach beträgt 31,1 (Stand 2010).